# Eigelwald
Der Eigelwald (auch Eiglwald) ist ein Waldgebiet an der Grenze der Landkreise Mühldorf und Traunstein in Bayern.

## Lage und Größe
Der ca. 600 Hektar große Eigelwald befindet sich im Gemeindegebiet der Gemeinden Engelsberg und Oberneukirchen. Ein kleiner Teil davon fiel durch eine Umgemeindung an die Gemeinde Taufkirchen.
Geologisch befindet sich der Eigelwald auf der Inn-Salzach-Platte und ist alluvialen Ursprungs, also durch Umschichtungen der Eiszeiten entstanden. Demgemäß bestehen die Böden überwiegend aus Schottern, Sanden und Lößlehmen.

## Geschichte
Die Hoheitsrechte, insbesondere die Forsthoheit, regelten die Rodung und Besiedlung des Landes, damit die Verteilung von Feld und Wald und im Gefolge die Entstehung von Forstrechten, die den Siedlern zur Befriedigung ihres Brenn- und Bauholzbedarfs zugestanden wurden.
Die Kaiserin Kunigunde hatte nach dem Tod ihres Gemahls Heinrich II. die „Höfe“ Ötting und Burghausen samt kaiserlicher Forsten dem Erzbistum Salzburg vermacht. Durch die Säkularisation 1803 wurde auch der Salzburgerische Kirchenbesitz enteignet und grundherrschaftlich zum Bayerischen Landgericht Mühldorf gegeben.
Mit der Bildung der Landgemeinde 1818 wurden die Bauern selbständiger und forderten die alten, vollen Nutzungsrechte. Diese konnte der herabgewirtschaftete Wald aber bei der Vielzahl der Rechtler nicht leisten, zumal große Flächen kahl und ohne Holzbestand waren. Deshalb wurde der Eigelwald von der Königlichen Forstkommission an die Holzrechtler aufgeteilt. Die Parzellen waren je Recht 3–5 Tagwerk groß. Am 14. März 1822 wurden die Flächen durch Los zugeteilt und anschließend in die Kataster eingetragen.
Im Zuge der Gebietsreform in Bayern fiel der Eigelwald durch die Eingemeindung von Maisenberg und Eiting nach Engelsberg am 1. Juli 1972 zum großen Teil dem Landkreis Traunstein zu. Da im Zuge dessen einige Gehöfte der Gemeinde Maisenberg sich der Gemeinde Taufkirchen anschlossen, fiel auch ein kleiner Teil des Eigelwalds der Gemeinde Taufkirchen zu.

## Fauna und Flora
Der Eigelwald war ursprünglich ein lichter Weidewald aus Eichen, Buchen, Tannen und Fichten. Vor allem die Eiche war als widerstandsfähiges Bauholz und für die Schweinemast von großer Bedeutung für die ansässigen Bauern.
Durch die Zunahme der Bevölkerung, den vermehrten Viehbestand (mit entsprechendem Streubedarf) wurde der Eigelwald im 19. und 20. Jahrhundert völlig übernutzt. Die Folgen waren, dass Eichen und Buchen verschwanden und die mühsam nachgezogenen Fichten und Kiefern den Oberboden versauerten, dem durch die starke Streunutzung bis in die 1960er Jahre die Nährstoffe entzogen wurden.
Heute besteht der Altbestand des Eigwald überwiegend aus Fichte und Kiefer. Vor allem die Kiefern haben sich trotz des Lößbodens aufgrund der Streunutzung im Eigelwald oftmals durchgesetzt und fallen jetzt in trockenen Jahren (trotz durchschnittlicher Niederschläge von 800 mm/m² im Jahr) oftmals aus.
Die jüngeren Baumbestände von 0–40 Jahren sind ein Mischwald aus Fichten, Tannen, Buchen, Lärchen und auch vielen anderen Baumarten wie Ahorn, Eiche, Douglasie und Birke.